# Michelle Perry
Michelle Perry (* 1. Mai 1979 in Granada Hills, Kalifornien) ist eine US-amerikanische Leichtathletin, die 2005 und 2007 Weltmeisterin im 100-Meter-Hürdenlauf wurde.
Die Hürdensprinterin Michelle Perry war ursprünglich Siebenkämpferin mit einer soliden persönlichen Bestleistung von 6126 Punkten, die sie bei den Qualifikationswettbewerben der USA für die Olympischen Spiele 2004 in Athen aufstellte. Sie wurde mit diesem Ergebnis Dritte der US-Trials und im olympischen Wettbewerb 14. Herausragendes Ergebnis bei ihrem Wettkampf in Athen waren die 12,74 s über 100 Meter Hürden.
Ihre Stärke beim Hürdenlauf sorgte auch dafür, dass sie gemeinsam mit ihrem Trainer Bob Kersee (Ehemann der Siebenkampfweltrekordlerin Jackie Joyner-Kersee) von da an auf den Hürdensprint konzentrierte. Mit Erfolg, denn sie wurde bei den Weltmeisterschaften 2005 in Helsinki bei ihrem ersten Start bei den Spezialistinnen gleich Weltmeisterin. Ihre persönliche Bestleistung über 100 Meter Hürden liegt bei 12,43 s (2005 und 2006). 2007 führte Perry die Weltjahresbestenliste vor den Weltmeisterschaften in Osaka mit 12,44 s an. In Osaka kam sie mit 12,46 s fast an diese Zeit heran; mit dieser Zeit konnte sie ihren Titel erfolgreich verteidigen.
Sie hat bei einer Größe von 1,72 m ein Wettkampfgewicht von 58 kg.

## Persönliche Bestleistungen
- 100 m: 11,34 s (2007)
- 200 m: 22,91 s (2004)
- 800 m: 2:12,81 min (2004)
- 100 m Hürden: 12,43 s (2005 und 2006)
- 400 m Hürden: 56,23 s (2001)
- Hochsprung: 1,70 m (2004)
- Weitsprung: 6,14 m (2001)
- Kugelstoßen: 12,07 m (2003)
- Speerwurf: 40,73 m (2004)
- Siebenkampf: 6126 Punkte (2004)